# Dasistoma macrophylla
Dasistoma es un género monotípico de plantas fanerógamas perteneciente a la familia Orobanchaceae. Su única especie, Dasistoma macrophylla, es originaria de Estados Unidos. 

## Taxonomía
Dasistoma macrophylla fue descrita por (Nutt.) Raf. y publicado en New flora and botany of North America, or, A supplemental flora, additional to all the botanical works on North America and the United States. Containing 1000 new or revised species. 2: 67. 1836[1837].
Sinonimia
- Afzelia macrophylla (Nutt.) Kuntze
- Seymeria macrophylla Nutt.[2]